# Chiesa di Santa Maria (Bagno a Ripoli)
La chiesa di Santa Maria è un edificio sacro situato in località Rignalla, nel comune di Bagno a Ripoli, in provincia di Firenze.

## Storia

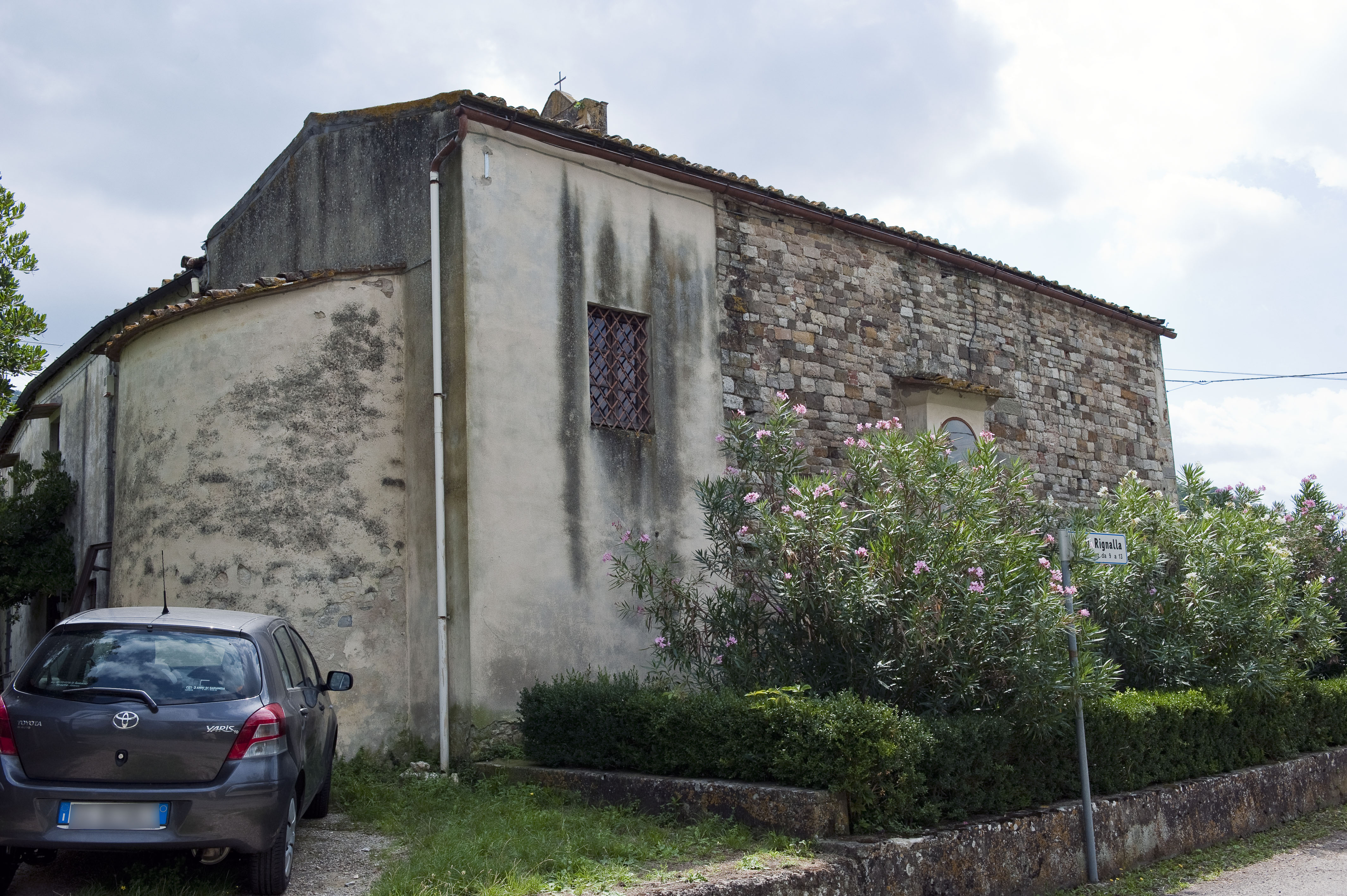
Fiancata e abside

La prima testimonianza su questa chiesa risale al 3 agosto 1260 quando il suo rettore Bongianni Cambi si impegnò a versare 4 staia di grano per il mantenimento dell'esercito fiorentino. Altre testimonianze si ritrovano tra il 1276 e il 1303 in occasione delle decime: in quel lasso di tempo la chiesa di Rignalla era soggetta ad un'imposta annua di 2 lire e 3 soldi.
Ai primi del XIV secolo il patronato spettava alla famiglia degli Abati; tra i rettori della chiesa sono rimasti i nomi di prete Rodolfo in carica il 3 settembre 1299 e prete Giovanni che il 6 marzo 1336 fu beneficiato di un lascito testamentario per l'acquisto di arredi sacri per la chiesa.
Nel XV secolo il patronato passò alla famiglia Spinelli che abbellirono la chiesa con uno stucco commissionato nel 1441 e con una campana che fecero consacrare da Antonino Pierozzi, vescovo di Firenze dal 1446 al 1459. Il patronato degli Spinelli fu buono e la chiesa visse un periodo di prosperità economica come risulta dalla relazione fatte in occasione delle visita apostolica del 1575 quando la chiesa era dotata di sacrestia e di una casa canonica spaziosa.
Nel 1705 due altari vennero restaurati e la chiesa venne completamente ristrutturata in stile barocco anche se questo intervento comportò la distruzione dell'originaria abside sostituita dall'attuale terminazione.

## Descrizione
La chiesa di Santa Maria a Rignalla consiste in un'aula rettangolare originariamente conclusa da un'abside.
Il paramento murario della fiancata settentrionale è l'unica testimonianza visibile dell'antico edificio medievale. In questa parte il paramento è stato realizzato mediante l'uso di bozzette e piccoli conci di arenaria e di calcare alberese disposti a corsi orizzontali e paralleli. Su questo lato della chiesa si trova un'edicola quattrocentesca al cui interno si trova un affresco rappresentante il Redentore tra i Santi Tommaso, Girolamo e Francesco opera di scuola fiorentina della fine del Trecento.
La facciata è aperta da un oculo e tra esso e la cuspide si trova murato lo stemma nobiliare degli Spinelli.

## Bibliografia

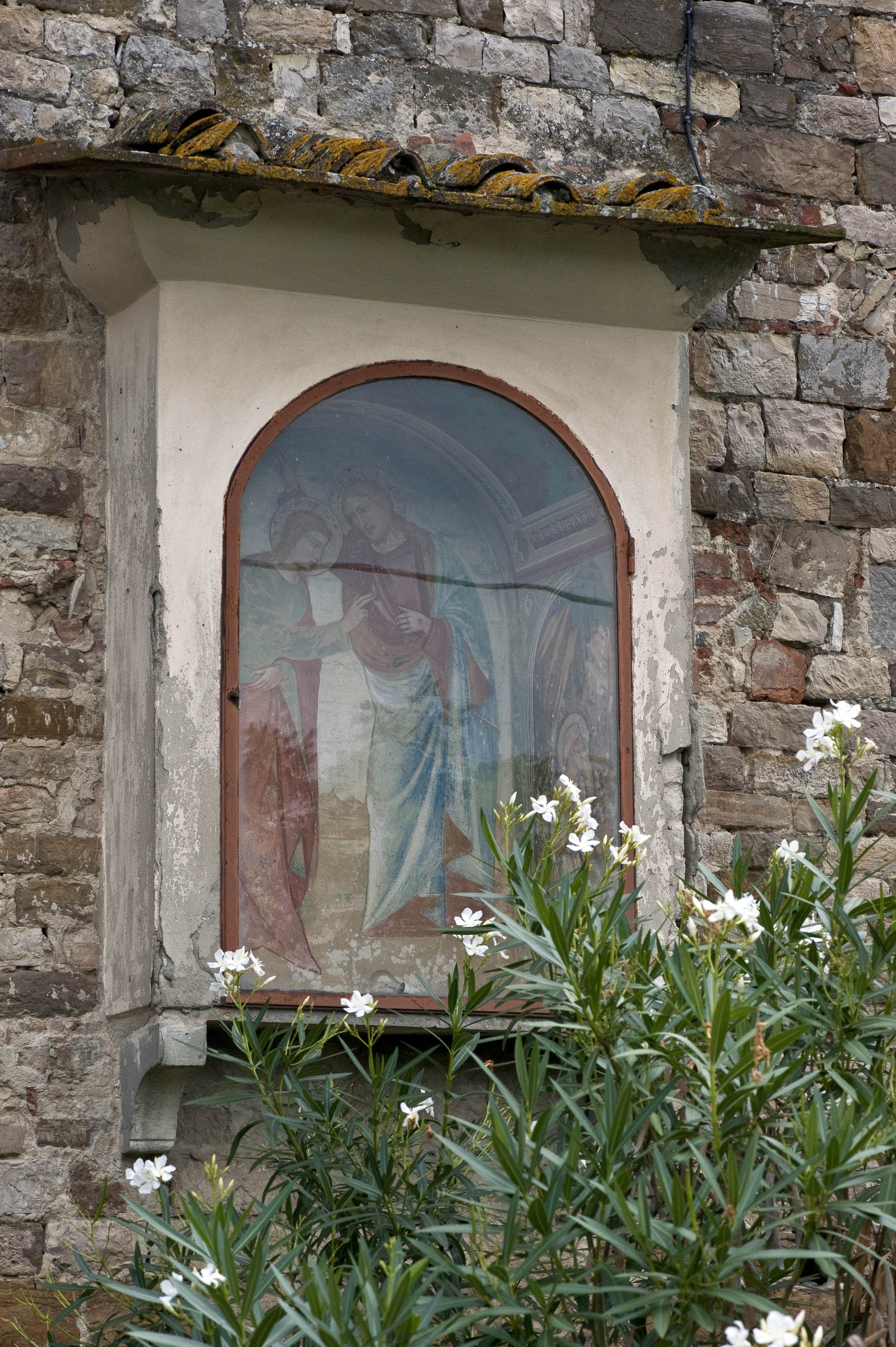
Edicola